# Dariganga (Vulkanfeld)
Das Dariganga (mongolisch Дарьганга, Darjganga) ist ein vulkanisches Feld im Südosten der Mongolei an der Grenze zu China, das eine Erweiterung des inneren mongolischen Feldes darstellt. Es ist vermutlich im Pleistozän oder Holozän entstanden und besteht aus ungefähr 200 kleineren Kegeln. Deren Höhe variiert zwischen 25 m und 300 m und ihr Erodierungszustand ist sehr verschieden. Das Feld ist von nordöstlich ausgerichteten Erdspalten durchzogen, die parallel verlaufen. Womöglich bildet das Feld eine Einheit mit dem in China verorteten Dolon Nor Feld. Das Feld grenzt außerdem an das Abaga-Dalinuoer Feld, das im Zentrum der Mongolei liegt. Bei den beiden Feldern handelt es sich mutmaßlich um die ältesten Vulkanfelder des Känozoikums in Ostasien. Es ist ungefähr 10.000 Quadratkilometer groß.

## Gestein
Das in dem Feld vorliegende Gestein ist, im Vergleich zu dem Gestein im Norden und Zentrum der Mongolei weniger reich an Kalium, dennoch aber reich an Alkalimetallen. Es besteht hauptsächlich aus Basalt, Trachybasalt und Foidit. Im südlichen Teil des Feldes, der an China grenzt, findet man ultramafischen Xenolith. Es wird vermutet, dass die Entstehungsgeschichte, die zu diesem Gestein geführt hat äußerst komplex ist.

## Kegel
Die prominentesten Kegel in dem Feld sind die folgenden:
- Akhat (umgekehrt magnetisiert)
- Baruun-Nerte-Uul (umgekehrt magnetisiert)
- Bayan-Tsagaan Uul (umgekehrt magnetisiert)
- Dusy
- Dzuun-Nerette (umgekehrt magnetisiert)
- Lun Uul (normal magnetisiert)
- Schiliin Bogd Uul (normal magnetisiert)